# Lothar von Arnauld de la Perière
Lothar von Arnauld de la Perière (Posen, 18 de Março de 1886 – 24 de Fevereiro de 1941) foi um Oficial da Marinha Alemã e comandante de Submarinos durante a Primeira Guerra Mundial. Com 194 navios e 453 716 toneladas de arqueação bruta afundados, ele é o mais bem sucedido ás dos Submarinos da história.
A grande maioria das suas vitórias aconteceu no Mar Mediterrâneo, onde afundou 189 navios com uma tonelagem total de 446 708 ton, quase sempre usando a peça de convés de 88 mm. Apenas disparou 4 torpedos, tendo um falhado o alvo. Após o fim da Primeira Grande Guerra, Arnauld de la Perière permaneceu na depauperada Marinha Alemã. Durante a Segunda Guerra Mundial, foi chamado novamente ao serviço activo, no posto de Vice-Almirante, mas faleceu em 1941 num acidente de aviação no Aeroporto de Le Bourget, Paris, quando tomava parte em negociações secretas com o governo Francês de Vichy, relativas à esquadra Francesa fundeada em Mers El-Kebir.

## Primeira Guerra Mundial
Arnauld de la Perière entrou na Marinha Imperial Alemã em 1903. Após ter servido nos Couraçados SMS Kurfürst Friedrich Wilhelm, SMS Schlesien e SMS Schleswig-Holstein, ocupou o posto de oficial de torpedos no cruzador rápido SMS Emden de 1911 a 1913.
No início da Primeira Guerra Mundial, Arnauld de la Perière ajudante-de-campo do Almirante Hugo von Pohl em Berlim. Com a mobilização ele foi transferido para um posto operacional na Divisão Aérea da Marinha. Em 1915, Arnauld de la Perière foi transferido para a arma dos Submarinos. Após um curso feito em Pola, cidade costeira do Mar Adriático, na altura pertencente ao Império Austro-Húngaro, foi lhe atribuído o comando do Submarino U-35 no Mês de Novembro. Com o U-35, ele realizou 14  missões onde afundou 187 navios Mercantes e duas canhoneiras  num total de 446 708 Toneladas. Arnauld de la Perière foi transferido para o U-139 em Maio de 1918 na Alemanha. Neste submarino ele afundou 5 navios, com uma tonelagem total de 7 008 Ton, entre os quais se encontrava o Caça-Minas Augusto de Castilho, comandado por Carvalho Araújo.
O seu número recorde de Navios e Tonelagem afundada ainda não foi ultrapassado. Pelo seu serviço, Arnauld de la Perière recebeu a Cruz de Ferro de segunda e primeira classe e a Ordem “Pour le Merite” em 1916.

## Período entre-guerras
No final da Guerra, Arnauld de la Perière permaneceu na agora insignificante Reichsmarine. Durante os anos 20, serviu como oficial de navegação a bordo dos couraçados pré-dreadnought, SMS Hannover e SMS Elsass. De 1928 a 1930, comandou o cruzador rápido Emden. Promovido a Capitão em 1931, passou à reserva. Entre 1932 e 1938, foi professor na Academia Naval da Turquia.

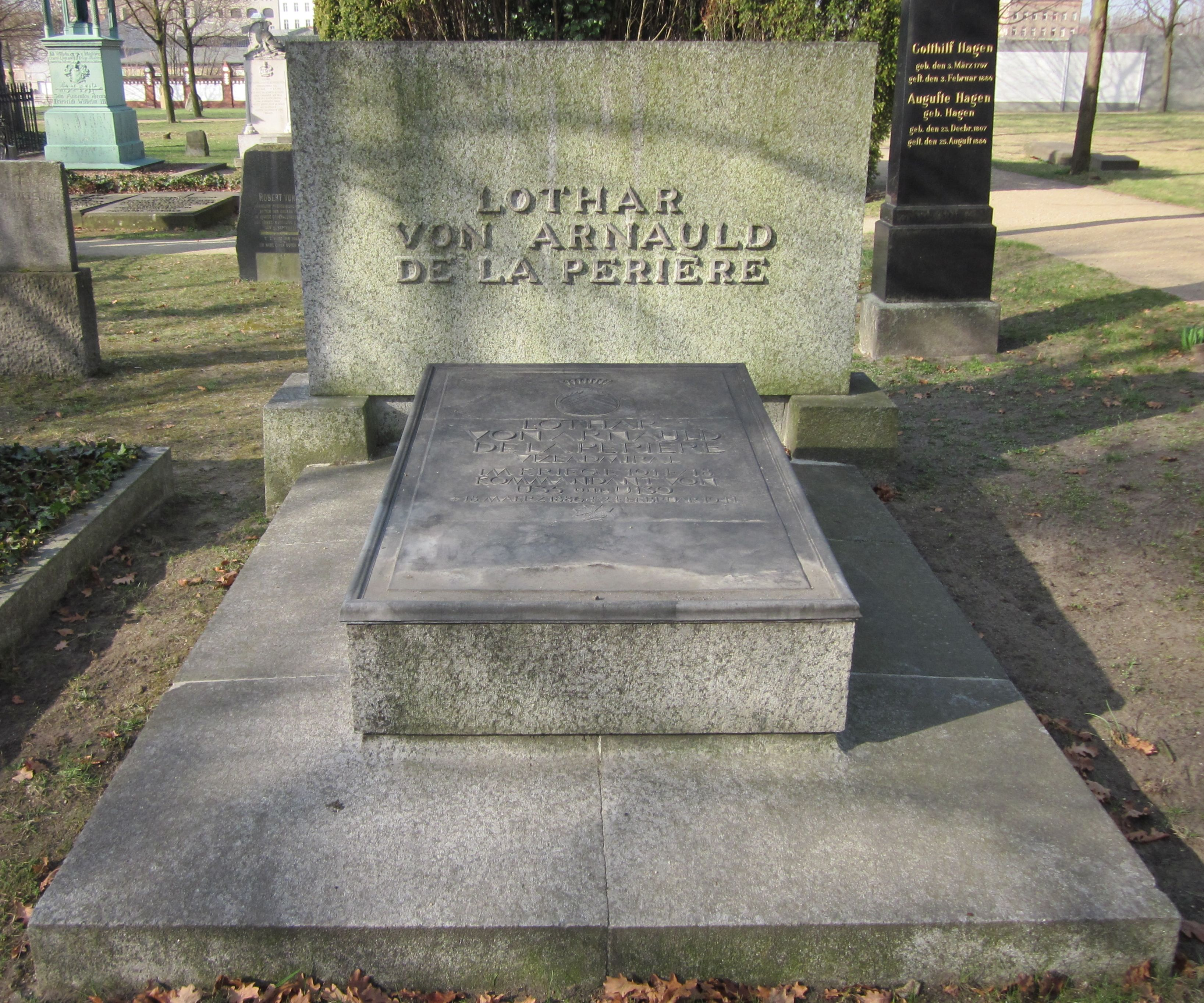

## Segunda Guerra Mundial
No início da Segunda Guerra Mundial, Arnauld de la Perière foi novamente chamado ao serviço activo. Até Março de 1940, serviu como comandante naval de Dantzig até ser transferido para os países-baixos como Comandante Naval da Bélgica e Holanda. Promovido a Contra-Almirante, Arnauld de la Perière foi nomeado Comandante Naval da Bretanha e mais tarde Comandante Naval da Costa Oeste Francesa. Foi promovido a Vice-Almirante em 1 de Fevereiro de 1941 e transferido para assumir o Comando do Almirantado da zona sul, morreu quando o seu avião se despenhou ao levantar no aeródromo de Le Bourget.
Lothar Von Arnauld de La Perière encontra-se sepultado no Cemitério dos Inválidos em Berlim.